# Biserica Sfântul Elefterie Nou din București
Biserica Sfântul Elefterie Nou din București este un lăcaș de cult ortodox construit în anii 1935-1971. Biserica este situată în cartierul Cotroceni din București, pe Strada Sf. Elefterie Nr. 1 (sectorul 5) și a fost proiectată de arhitectul Constantin Iotzu. În apropierea ei se află Biserica Sfântul Elefterie Vechi, având același hram.

## Istoric

### Insula Sfantul Elefterie și biserica veche
În vechiul București, în zona Podului Eroilor Sanitari, exista o insulă a râului Dâmbovița. Ostrovul adăpostea un sat, construit în jurul schitului Sfântul Elefterie. În scurt timp, satul a devenit unul dintre cele mai frumoase colțuri ale Bucureștilor. Insula Sfantul Elefterie era una foarte iubită de bucureștenii de altădată, pentru că aici își găseau liniștea. Era o zonă de agrement, cu multă verdeață și ape curgătoare.
Mahalaua din ostrov s-a format între anii 1743 și 1744, când Maxim Cupetul a construit Biserica Sfântul Elefterie Vechi. Aceasta este prima biserică ridicată în cinstea Sfântului Elefterie pentru comunitatea credincioșilor de aici în prima jumătate a secolului al XVIII-lea, între anii 1743 și 1744, în timpul domniei lui Mihai Racoviță Voievod și a primit serioase consolidări între anii 1930 și 1934.

### Cartierul Cotroceni și biserica nouă
După rectificarea râului Dâmbovița, insula Sfântul Elefterie a dispărut, iar în locul său și-a făcut apariția cartierul Cotroceni. Acest cartier cunoaște o maximă dezvoltare după primul război mondial, vechea biserică devine neîncăpătoare pentru desfășurarea activităților parohiale, așa încât pe 29 aprilie 1934 consiliul parohial al bisericii vechi a hotărât, în Aula Mare a Facultății de Medicină, construirea unei noi biserici.
Piatra de temelie a Bisericii Sfântul Elefterie Nou a fost pusă în ziua de duminică, 29 iunie 1935. În același an au început și lucrările de constucție ale lăcașului de cult, lucrări care au ținut timp de 36 de ani. Biserica a fost construită din donațiile cetățenilor și cu ajutorul Primăriei Municipiului București. Cea mai mare donație pentru această construcție a fost a generalului Ion Georgescu (1884-1956) și a soției acestuia, Smaranda, care au donat o sută de mii de lei. Planurile de arhitectură au fost întocmite de profesorul arhitect Constantin Iotzu (1884-1962), iar cele de structură de către inginerul Dumitru Marcu. Biserica a fost ridicată de Societatea Națională de Construcții "Sonaco". Biserica Sfantul Elefterie cel Nou a fost sfințită de patriarhul Justinian Marina în 29 iunie 1971, în ziua prăznuirii Sfinților Apostoli Petru și Pavel.

## Descriere

### Clădirea și amplasamentul
Biserica este de tip cruce greacă înscrisă și are dimensiuni monumentale (36 x 25 metri). Clădirea este așezată cu absida Sfântului Altar spre Strada Dr. Lister, cu intrarea dinspre Strada Sfântul Elefterie și prezintă o fațadă spre Piața Operei. Biserica este asemănătoare cu alte biserici, cum ar fi Biserica Cașin din Parcul Domeniilor (1935 - 1938 etc., arhitect Dimitrie Ionescu-Berechet), biserica parohiei Belvedere din nord-vestul capitalei (1934 – 1940, arhitect Ioan Trăiănescu) și cea a Mitropoliei vechi din Târgoviște.

### Catapeteasma si pictura
Catapeteasma este sculptată în lemn, de Grigore Dumitrescu și Aurel Obreja. Catapeteasma, sculptată în lemn de cireș, este impunătoare și este unicat în România. Modelul este realizat după o catapeteasmă din Skopje, Macedonia, iar icoanele de pe catapeteasmă sunt realizate de pictorul Stan Hermeneanu de la Govora, iconar renumit prin lucrările executate la cele mai alese biserici din țară. Pictura a fost executată de pictorii Iosif Keber și Vasile Rudeanu, stilul adoptat de cei doi fiind pictura neoclasică în frescă. Icoana Maicii Domnului cu Pruncul a fost pictată de către părintele Arsenie Boca în altarul bisericii.

### Pisania
Date cu privire la construirea bisericii oferă pisania aflată în interiorul bisericii, deasupra ușii de intrare:
„Această Sfântă și Dumnezeiască Biserică, întru care se cinstește și se prăznuiește hramul Sfântului Mucenic Elefterie - episcopul Iliricului - și al Marelui Mucenic Gheorghe, s-a zidit din temelie cu dania binevoitoare a enoriașilor, cu ajutoarele hărăzite de alți binecredincioși creștini și instituții bisericești și de stat și cu purtarea de grijă și sârguința unui comitet de construcție condus de preotul- profesor universitar Mihai Bulacu, parohul bisericii.”

### Moaștele Sfântului Elefterie
Biserica găzduiește o parte din moaștele Sfântului Mare Mucenic Elefterie. Acestea au fost dăruite de către Mănăstirea Țigănești, de lângă municipiul București, racla fiind executată la Monetăria Statului din București. Sfintele moaște au fost depuse spre cinstire și închinare în biserică, în 15 decembrie 2009.
Sfântul Elefterie, mare mucenic, a trăit în jurul anului 100, a propovăduit în părțile Iliricului, chiar și în părțile Panoniei și a răspândit credința creștină în timpul împăratului Adrian. Diacon la vârsta de 16 ani, la 18 ani preot, la 20 de ani ajungea Episcop al Iliricului.